# 彭迪克

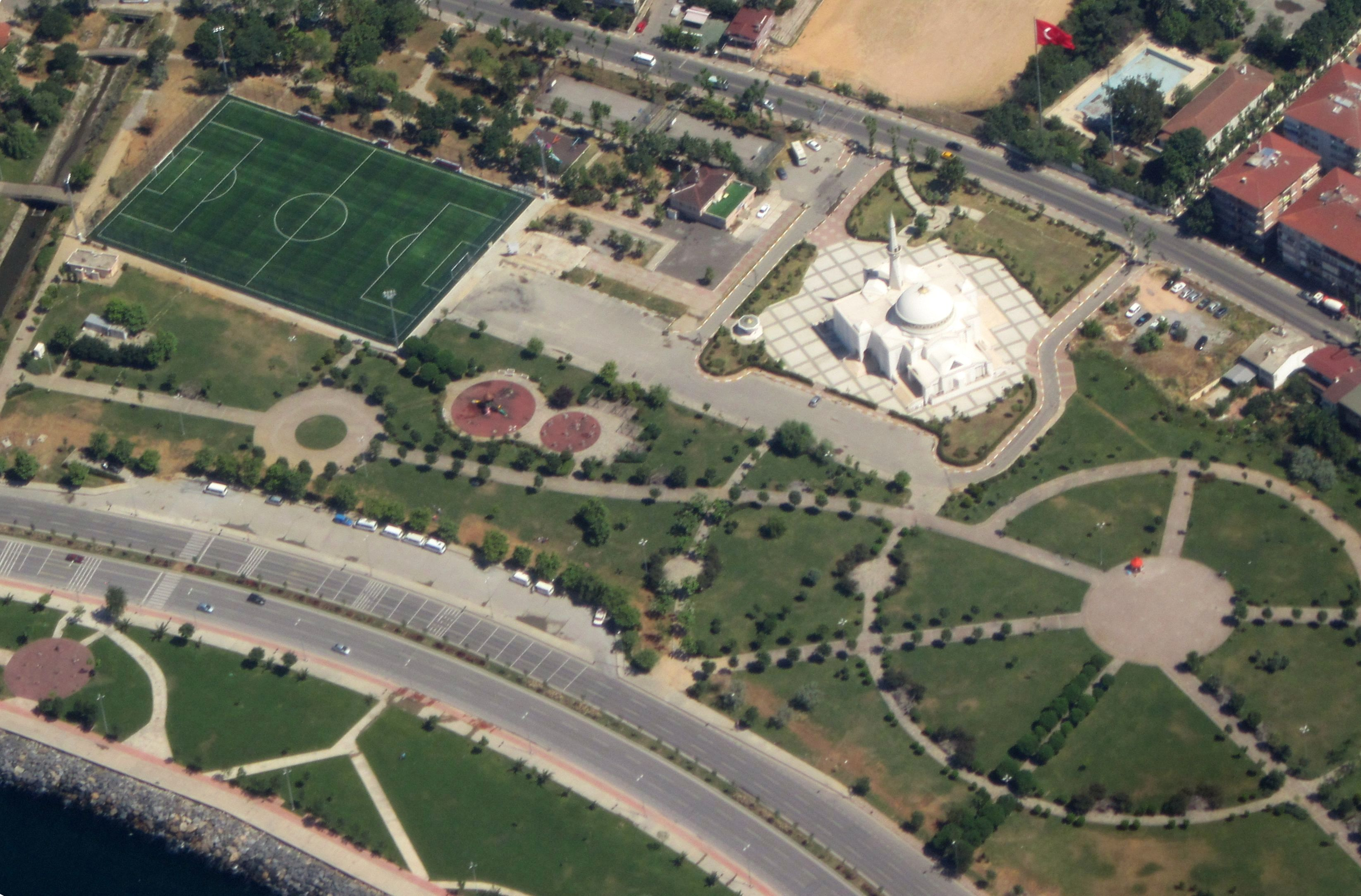

彭迪克

彭迪克是土耳其伊斯坦堡的39個區之一，位於博斯普魯斯海峽以東的亞洲部份，面積168平方公里，人口711,894人。

## 姊妹城市
- 摩尔多瓦科姆拉特
- 塞爾維亞新帕扎爾[2]

## 外部連結
- Pendik Municipality website （页面存档备份，存于） （土耳其語）
- Pendik High School website （土耳其語）
- Pendik Guide （页面存档备份，存于）
- Pendik News （页面存档备份，存于）